# بورتو لابيسي (سيوداد ريال)
بلدية بورتو لابيسي (بالإسبانية: Puerto Lápice)‏، هي إحدى بلديات مقاطعة سيوداد ريال إحدى مقاطعات إسبانيا، والتي تقع في منطقة قشتالة لا منتشا وسط إسبانيا.
يبلغ عدد سكانها 1.027 نسمة وفقاً لإحصائية سنة (2007).